# Майкл Голдінг
Майкл Гайнц Голдінг (англ. Michael Heinz Golding, нар. 23 травня 2006, Кінгстон-апон-Темс, Англія) — англійський футболіст, півзахисник клубу «Лестер Сіті».

## Ігрова кар'єра

### Клубна
Майкл Голдінг є вихованцем клубних академій лондонських клубів «Вімблдон» та «Челсі». перший професійний контракт футболіст підписав з «Челсі» в липні 2023 року. Перед сезоном 2023/24 футболіста було внесено в заявку першої команди. 6 січня 2024 року Голдінг провів першу гру в складі «Челсі», коли вийшов на заміну в кінці кубкового матчу проти «Престон Норд Енд».
В липні 2024 року футболіст перейшов до «Лестер Сіті». 3 травня 2025 року у матчі проти «Саутгемптона» Голдінг дебютував у чемпіонаті Англії.

### Збірна
У 2023 році в складі збірної Англії (U-17) Майкл Голдінг брав участь у юнацькому чемпіонаті Європи в Угорщині та пізніше в юнацькому чемпіонаті світу в Індонезії.